# Digitaria bakeri
Digitaria bakeri là một loài thực vật có hoa trong họ Hòa thảo. Loài này được (Nash) Fernald mô tả khoa học đầu tiên năm 1920.